# Warnik (przystanek kolejowy)
Warnik – zlikwidowany wąskotorowy przystanek kolejowy w Warniku na linii kolejowej Casekow Ldb. – Pomorzany Wąskotorowe, w powiecie polickim, w województwie zachodniopomorskim, w Polsce.